# Just Göbel
Marius Jan Göbel, dit Just Göbel (né le 21 novembre 1891 à Soerabaja et mort le 5 mars 1984 à Wageningue), est un gardien de but de football international et médecin néerlandais.

## Biographie
Just Göbel est formé au club de football néerlandais de Vitesse, où il débute en équipe de jeunes à l'âge de seize ans avant de s'imposer comme l'un des meilleurs gardiens de son époque, pionnier chez les portiers néerlandais essayant de capter le ballon plutôt que de seulement le repousser.

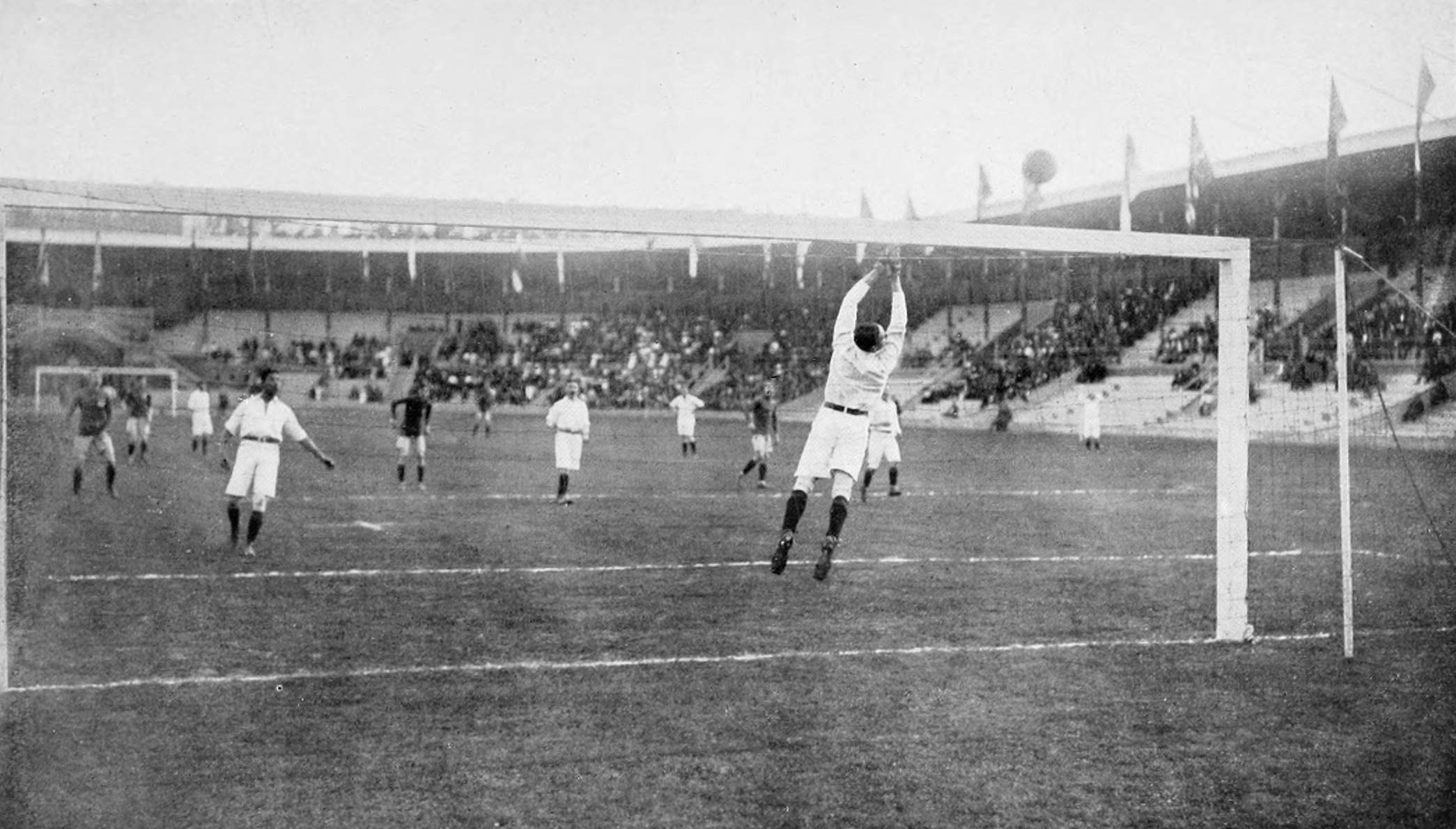
Parade de Göbel contre la Suède aux Jeux olympiques 1912.

En 1909, Göbel dispute une rencontre avec une sélection de l'est du pays et fait une bonne impression, conduisant à l'imposer au poste de titulaire dans les buts de Vitesse. Le 19 mars 1911, il succède en équipe nationale à l'expérimenté Reinier Beeuwkes, premier gardien de but de l'histoire de la sélection, qui lui, contrairement à Göbel, boxe systématiquement le ballon. Sur le plus ancien film du football néerlandais, en date du 28 avril 1912, Göbel est vu en action contre la Belgique. Au total, Göbel compte vingt-deux capes pour cinquante buts encaissés avec l'équipe nationale néerlandaise de 1911 à 1919. S'il s'illustre notamment en Suède lors des Jeux olympiques 1912, son match international le plus célèbre est au Houtrust de La Haye le 24 mars 1913, quand il réalise un grand nombre d'arrêts contribuant à la première victoire des Pays-Bas sur l'Angleterre de Vivian Woodward.
En parallèle de sa carrière de footballeur, interrompue par la Première Guerre mondiale, Göbel poursuit des études de médecine, se blessant à l'œil en laboratoire et portant souvent des lunettes en match après cette péripétie. Figure de Vitesse, le club d'Arnhem baptise le 14 avril 2016 la tribune ouest du Gelredome du nom de Just Göbel.